# Okół (Kraków)

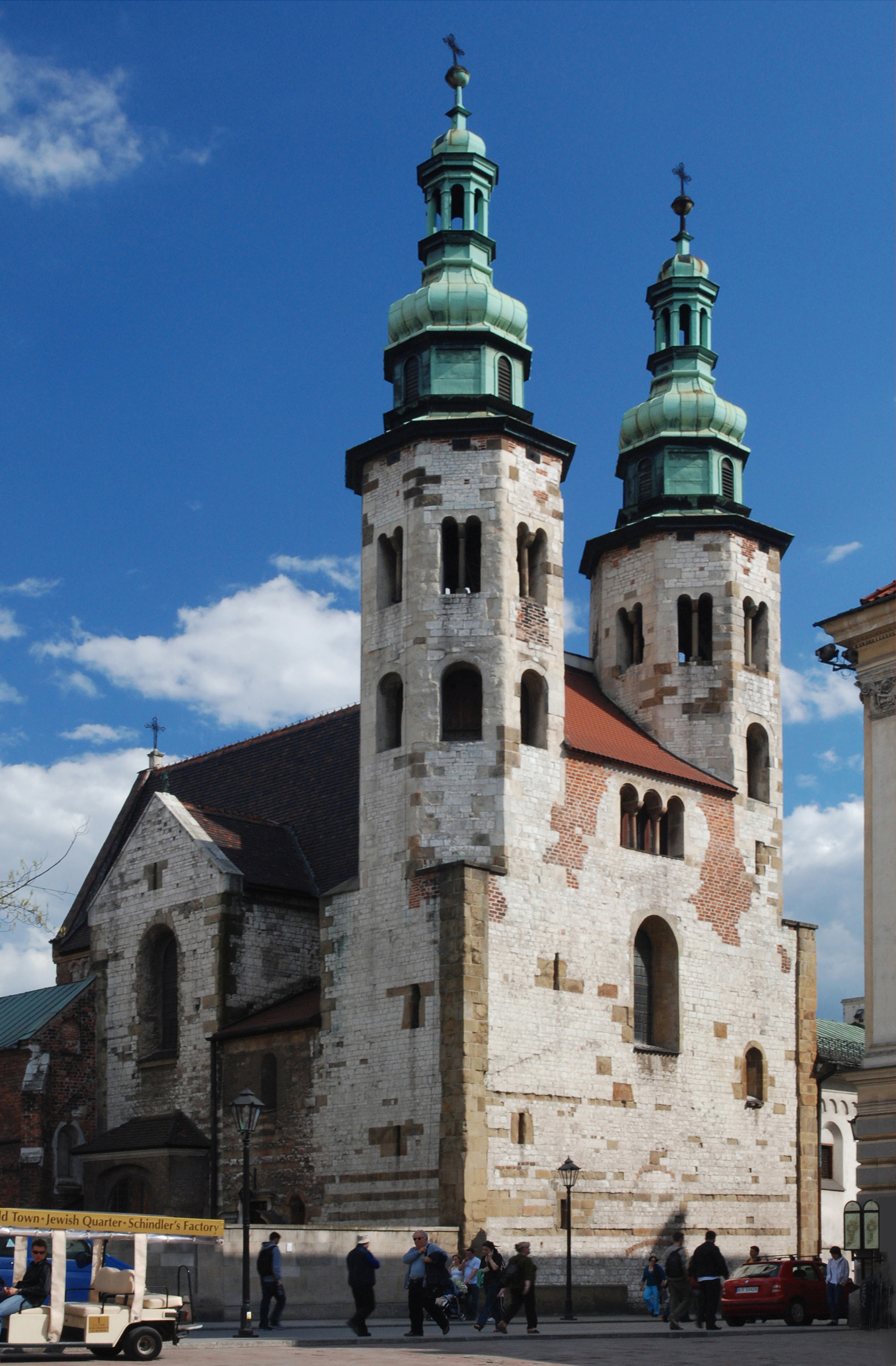
Kościół św. Andrzeja

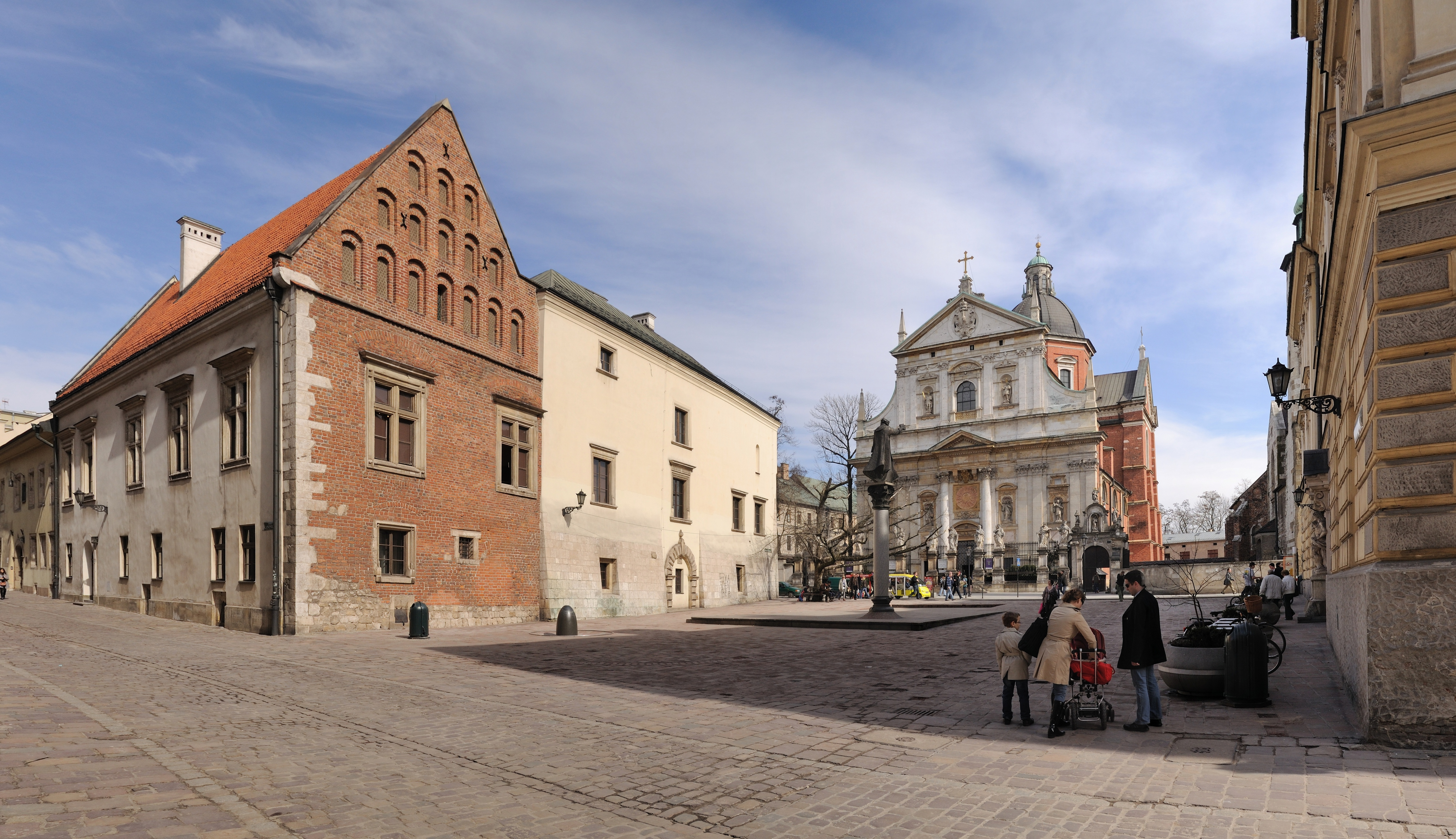
Plac św. Marii Magdaleny, w tle m.in. Collegium Iuridicum UJ i kościół św. Piotra i Pawła

Okół − istniejąca w średniowieczu osada (przez pewien czas zapewne miasto) położona w południowej części dzisiejszego Starego Miasta w Krakowie.
Pierwotnie Okół był podgrodziem grodu wawelskiego. Ukształtował się przy osi ulicy Grodzkiej, wokół placu targowego przy kościele św. Andrzeja. Północna granica przebiegała w rejonie współczesnej ulicy Poselskiej, a wschodnia i zachodnia pokrywały się mniej więcej z późniejszym przebiegiem murów obronnych.
Po lokacji Krakowa w 1257 Okół jako część Krakowa był pomostem łączącym go z Wawelem, po tym gdy około połowy XIV w. został niego włączony. Wg części badaczy w latach 1321–1335 Okół mógł posiadać prawa miejskie (np. wzmianka z 1338 o „Nova Civitas in Okol”), jako lokowany przez Władysława Łokietka niedługo po 1312 roku, gdy stłumiono bunt wójta Alberta. Budynek Collegium Juridicum miał pełnić pierwotnie funkcję domu kupieckiego lub ratusza Okołu. Część naukowców uważa, że Okół nigdy nie był odrębnym miastem i od 1310 roku był częścią Krakowa.
Główną osią komunikacyjną dawnego Okołu jest ulica Grodzka. Równolegle do niej biegnie ulica Kanonicza. Na Okole są kościoły św. Andrzeja, św. Idziego i św. Piotra i Pawła, budynek Collegium Iuridicum UJ oraz kamienice i pałace ul. Kanoniczej. W centrum jest plac św. Marii Magdaleny na miejscu zburzonego kościoła pod jej wezwaniem. Od wschodu i zachodu Okół otaczają Planty.